# Jeanricner Bellegarde
Jeanricner Bellegarde (* 27. června 1998) je francouzský profesionální fotbalista, který hraje na pozici záložníka za anglický klub Wolverhampton Wanderers FC.

## Mládí
Bellegarde se narodil v Colombes ve Francii. Svou fotbalovou kariéru začal v 6 letech v místním klubu FC Saint-Michel-sur-Orge.

## Klubová kariéra

### Lens
Bellegarde začal svou kariéru v Lens, odehrál 47 zápasů a vstřelil šest gólů.

### Štrasburk
V roce 2019 Bellegarde přestoupil do Štrasburku, kde odehrál 128 zápasů.

### Wolverhampton Wanderers
Dne 1. září 2023 se Bellegarde připojil k Wolverhamptonu Wanderers a podepsal pětiletou smlouvu za 12,8 milionu liber.
Dne 23. září 2023, ve svém teprve druhém vystoupení za svůj nový klub venku proti Luton Town v Premier League, dostal Bellegarde ve 39. minutě přímou červenou kartu za hrubou reakci na faul Toma Lockyera. Zápas skončil remízou 1:1.
Dne 4. listopadu 2023, ve svém třetím vystoupení za Wolves, venku proti Sheffieldu United, kde byl představen jako náhradník ve druhém poločase, vstřelil Bellegarde v 89. minutě svůj první gól za Wolves. Wolves zápas prohráli 2:1, když na konci druhého poločasu inkasovali z penalty.

## Reprezentační kariéra
Bellegarde se narodil ve Francii a je haitského původu. Je mládežnickým reprezentantem Francie.
V květnu 2019 byl jmenován do 40členného provizorního týmu Haiti pro Zlatý pohár CONCACAF 2019.

## Statistiky

### Klubové
Platí k zápasu hranému 28. února 2024.
| Klub                    | Sezóna            | Liga                 | Liga   | Liga | Národní pohár | Národní pohár | Ligový pohár | Ligový pohár | Kontinentální | Kontinentální | Ostatní | Ostatní | Celkově | Celkově |
| Klub                    | Sezóna            | Soutěž               | Zápasy | Góly | Zápasy        | Góly          | Zápasy       | Góly         | Zápasy        | Góly          | Zápasy  | Góly    | Zápasy  | Góly    |
| ----------------------- | ----------------- | -------------------- | ------ | ---- | ------------- | ------------- | ------------ | ------------ | ------------- | ------------- | ------- | ------- | ------- | ------- |
| Lens B                  | 2015/16           | Championnat National | 23     | 0    | —             | —             | —            | —            | —             | —             | —       | —       | 23      | 0       |
| Lens B                  | 2016/17           | Championnat National | 11     | 0    | —             | —             | —            | —            | —             | —             | —       | —       | 11      | 0       |
| Lens B                  | 2018/19           | Championnat National | 4      | 0    | —             | —             | —            | —            | —             | —             | —       | —       | 4       | 0       |
| Lens B                  | Celkově           | Celkově              | 38     | 0    | —             | —             | —            | —            | —             | —             | —       | —       | 38      | 0       |
| Lens                    | 2016/17           | Ligue 2              | 9      | 0    | 2             | 0             | 2            | 0            | —             | —             | —       | —       | 11      | 0       |
| Lens                    | 2017/18           | Ligue 2              | 25     | 1    | 4             | 0             | 2            | 0            | —             | —             | —       | —       | 31      | 1       |
| Lens                    | 2018/19           | Ligue 2              | 21     | 4    | 3             | 1             | 2            | 0            | —             | —             | 4       | 1       | 30      | 6       |
| Lens                    | Celkově           | Celkově              | 55     | 5    | 9             | 1             | 6            | 0            | —             | —             | 4       | 1       | 74      | 7       |
| Štrasburk               | 2019/20           | Ligue 1              | 24     | 0    | 2             | 1             | 1            | 0            | 3             | 0             | —       | —       | 30      | 1       |
| Štrasburk               | 2020/21           | Ligue 1              | 35     | 1    | 1             | 0             | —            | —            | —             | —             | —       | —       | 36      | 1       |
| Štrasburk               | 2021/22           | Ligue 1              | 36     | 2    | 2             | 0             | —            | —            | —             | —             | —       | —       | 38      | 2       |
| Štrasburk               | 2022/23           | Ligue 1              | 30     | 2    | 1             | 0             | —            | —            | —             | —             | —       | —       | 31      | 2       |
| Štrasburk               | 2023/24           | Ligue 1              | 3      | 2    | 0             | 0             | —            | —            | —             | —             | —       | —       | 3       | 2       |
| Štrasburk               | Celkově           | Celkově              | 128    | 7    | 6             | 1             | 1            | 0            | 3             | 0             | —       | —       | 138     | 8       |
| Wolverhampton Wanderers | 2023/24           | Premier League       | 17     | 2    | 4             | 0             | 0            | 0            | —             | —             | —       | —       | 21      | 2       |
| Celkově v kariéře       | Celkově v kariéře | Celkově v kariéře    | 238    | 14   | 19            | 2             | 7            | 0            | 3             | 0             | 4       | 1       | 269     | 17      |